# Grand Illusions Motor Company
Grand Illusions Motor Company Limited war ein britischer Hersteller von Automobilen.

## Unternehmensgeschichte
Paul Hugh Finlan gründete am 17. Januar 1991 das Unternehmen. Der Sitz befand sich an der Waterloo Road 14 in Penn bei Wolverhampton in der Grafschaft West Midlands. Am 8. März 1991 gab er seinen Direktorenposten auf. Brian Charles Edwards ab 7. März 1991, Mark Edward John Richards ab 8. März 1991 sowie Graham Rothery und Michael Roberts ab 11. Januar 1992 wurden neue Direktoren. 1991 begann die Produktion von Automobilen und Kits. Der Markenname lautete Grand Illusions. 1992 endete die Produktion. Insgesamt entstanden etwa zwei Exemplare.

## Fahrzeuge
Im Angebot standen Nachbildungen klassischer Automobile von Triumph. Es handelte sich um die Modelle TR 2, TR 3 und TR 3 A. Dies waren offene zweisitzige Roadster.